# Kloster St. Klara (Bremgarten)

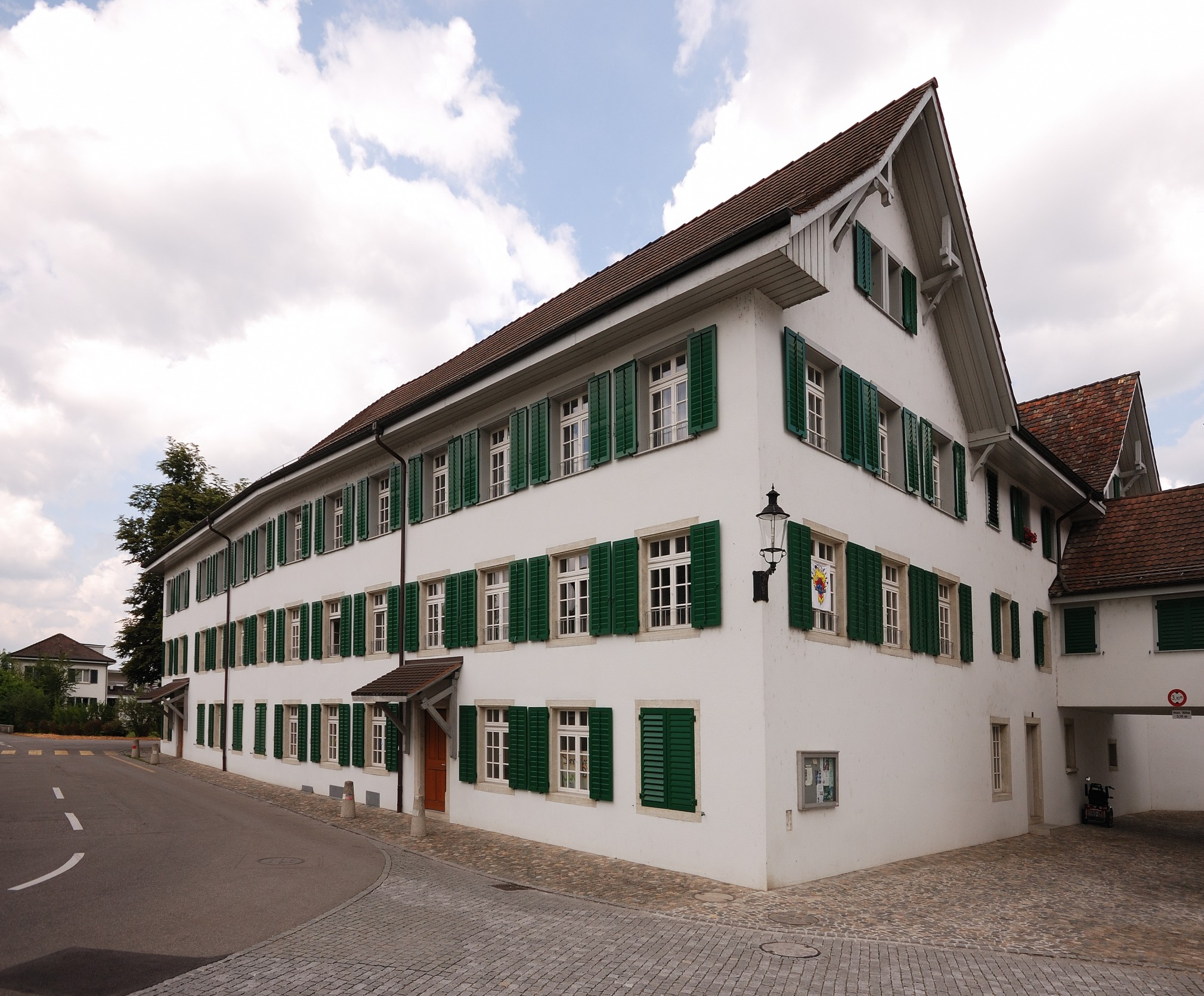
Ehemaliges Kloster St. Klara

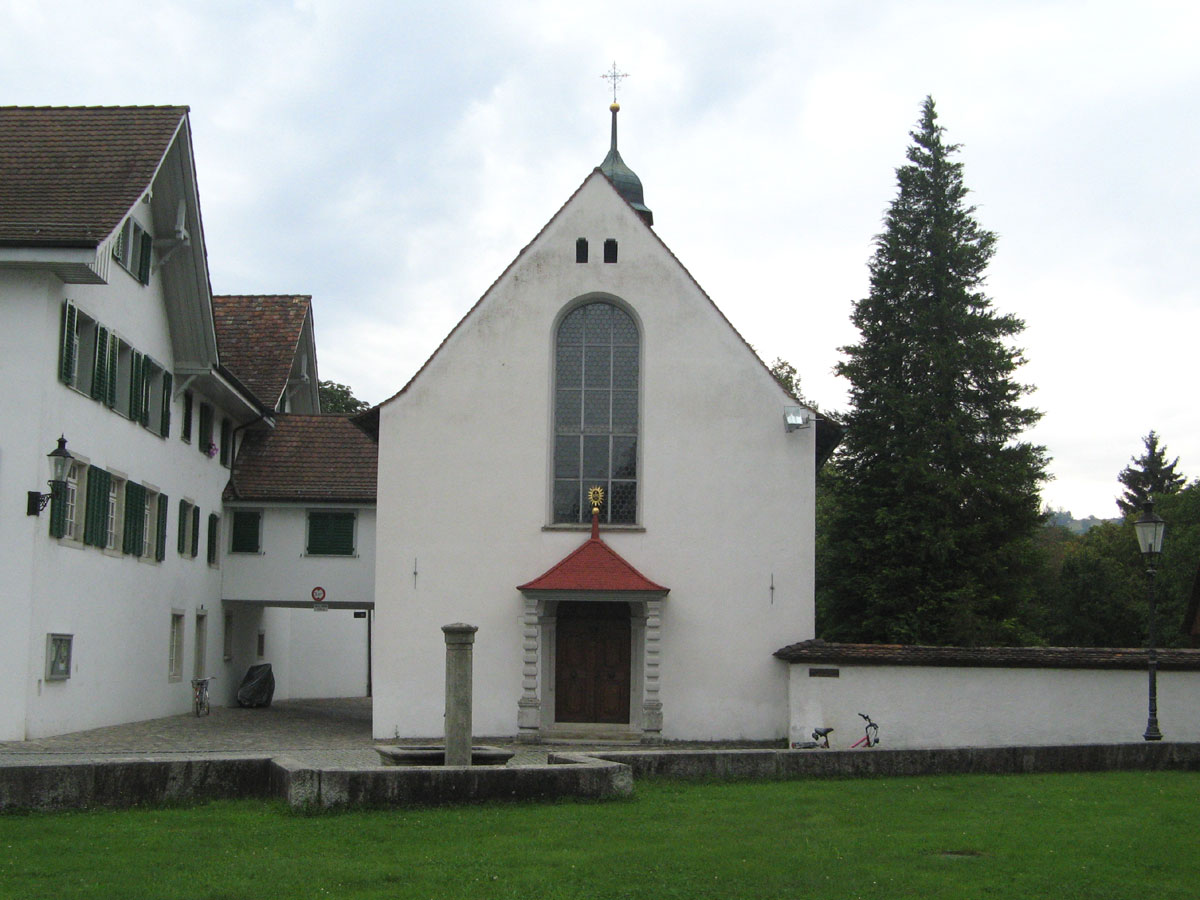
St. Klarakapelle von vorne

Das ehemalige Kloster St. Klara befindet sich in Bremgarten im schweizerischen Kanton Aargau. Das Tertiarinnenkloster wurde 1377 gegründet und am 23. August 1798 durch den helvetischen Rat aufgehoben. Es befindet sich in der Unterstadt Bremgartens gegenüber der Stadtkirche und ist Teil des Bremgarter Kirchenbezirks.

## Geschichte
Das Kloster entstand aus einem Beginenhaus. Unter der geistlichen Leitung von Minderbrüdern schlossen sich 1377 fromme Jungfrauen und Witwen zu einer religiösen Gemeinschaft zusammen. Die Schwestern erhielten als Beginen im Jahr 1390 eine Schenkung von Heinrich Landmann von Bremgarten, die es ihnen ermöglichte, eine eigene Klosteranlage zu erbauen. Der Wortlaut der Schenkung lautet; „hvs und hof, spicher vnd boungarten ze Bremgarten in der stat gegen dem Kilchhof vber gelegen“, also das Haus mit Wirtschaftsgebäude mit Garten gegenüber der Kirche am Kirchhofplatz in Bremgarten.
Angeregt durch Marquard von Randegg, den Bischof von Konstanz, beschlossen die Schwestern 1406, nach den dritten Regeln des heiligen Franziskus zu leben. Die geistliche Aufsicht übernahm der Guardian von Luzern, während ein vom Bremgarter Stadtrat bestimmter Pfleger die weltlichen Verpflichtungen wahrnahm.
Der Konvent wurde während der Reformationswirren 1529 aufgelassen, aber nach dem Zweiten Kappeler Landfrieden wieder hergestellt. Im Jahr 1570 erfolgte eine Klostervisitation durch Karl Borromäus. 1712, während des zweiten Villmergerkriegs, flohen die meisten Nonnen nach Luzern, um danach wieder zurückzukehren.
Die Nonnen leiteten eine Mädchenschule, welche ihre wichtigste Einnahmequelle bildete. Dennoch war das Kloster meist in Geldnöten. Da das Kloster eher ein bescheidenes Dasein führte und nur über geringe Finanzmittel verfügte, beschloss der helvetische Grosse Rat am 23. August 1798, das Kloster aufzuheben. Die 17 Schwestern kamen in die beiden Benediktinerklöster Hermetschwil und Fahr.

## Nutzung nach Auflösung
Das Konventgebäude wurde 1806 von der Stadt Bremgarten erworben und bis 1895 als Schulhaus benutzt. Danach wurde es als Armenhaus und später eine Zeitlang als Wohn- und Fabrikationsgebäude benutzt. Heute wird das Gebäude für Anlässe der Kirchengemeinde genutzt. Es beherbergt ein kleines Clublokal und viele Räumlichkeiten, die für Konferenzen und auch für wöchentliche Treffen der Jugendgruppen Jungwacht und Blauring genutzt werden können. Die Räumlichkeiten wurden aber auch von anderen Organisationen ausserhalb der katholischen Kirchgemeinde gebraucht, wie z. B. dem CVJM.

## Bauwerke
Anfänglich waren die Schwestern mit grosser Wahrscheinlichkeit in der Liegenschaft untergebracht, die Graf Rudolf IV. 1261 dem Kloster Engelberg geschenkt hatte. Mit der Schenkung im Jahr 1390 erhielten die Schwestern ihre eigenen Gebäude. Während mehr als zwei Jahrhunderten besass das Kloster keine eigene Kirche. Erst im Zusammenhang mit der Erneuerung der Klostergebäude begann man 1623 mit der Beschaffung von Werkstücken. In der Folge konnte man Anfang 1625 mit dem Bau einer eigenen Kirche beginnen.

### St.-Klara-Kapelle

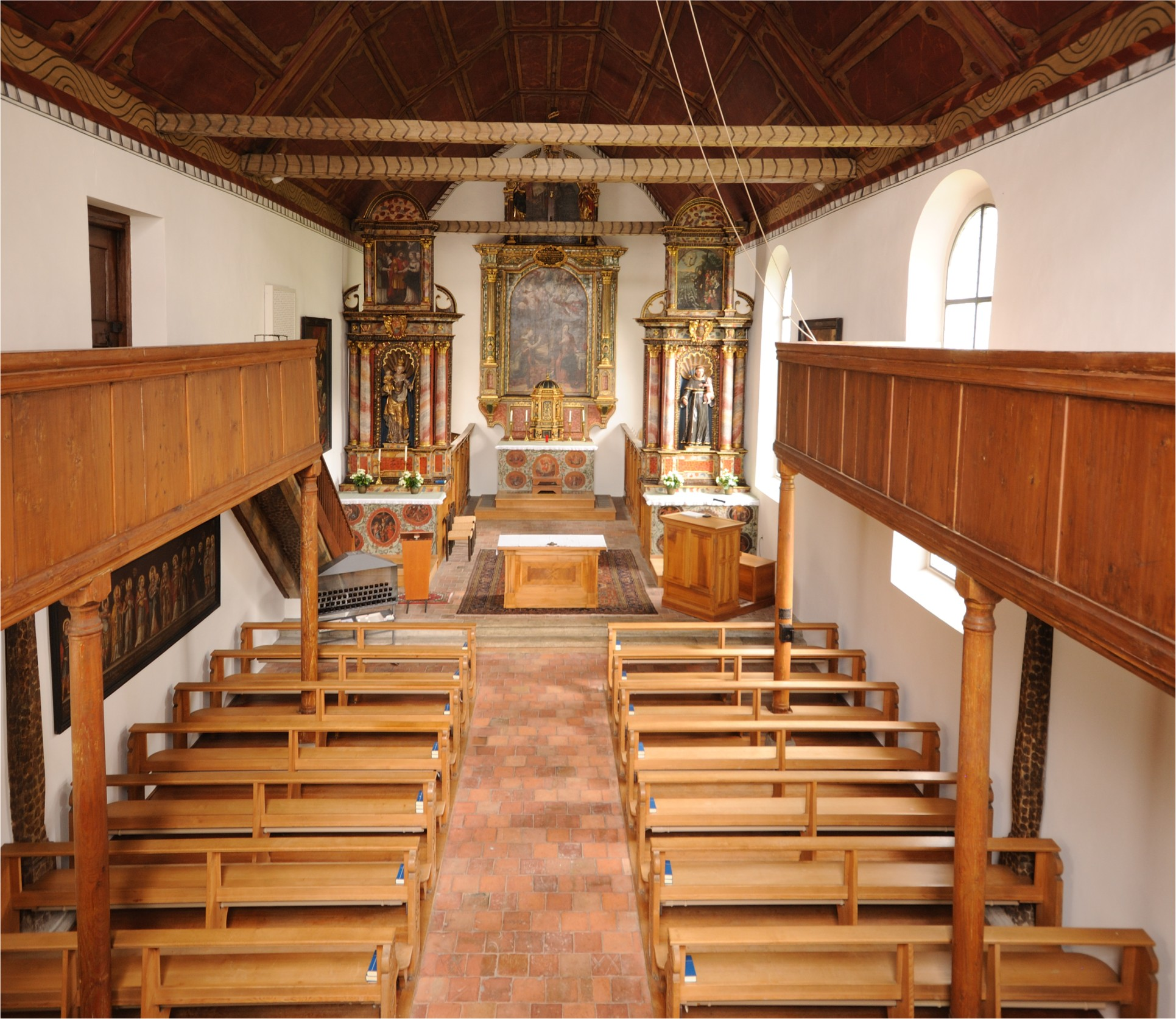
Innenansicht der Klarakapelle

Erbaut wurde die St.-Klara-Kapelle 1625 für das benachbarte Klarakloster. Der Stifter war Abt Plazidus Brunschweiler von Fischingen. Der Hochaltar stammt von Junker Christoph Pfyffer und wurde 1627 gebaut. Das Altarbild zeigt eine Verkündigungsszene. Der Tabernakel stammt aus dem Jahr 1655 und trägt das Wappen des Stifters.
1687/1688 wurde die Kapelle für Antonius von Padua umgestaltet, da dieser Heilige damals an Bedeutung gewann. Man ergänzte zwei Seitenaltäre mit den Patronen Maria und Antonius. Der Baustil der Kapelle ist zwischen Gotik und Barock angesiedelt und zeichnet sich durch eine schlichte Bauart und Einrichtung aus, die dem Franziskanerorden entsprach. 1964 bis 1967 wurde die Kapelle komplett renoviert.

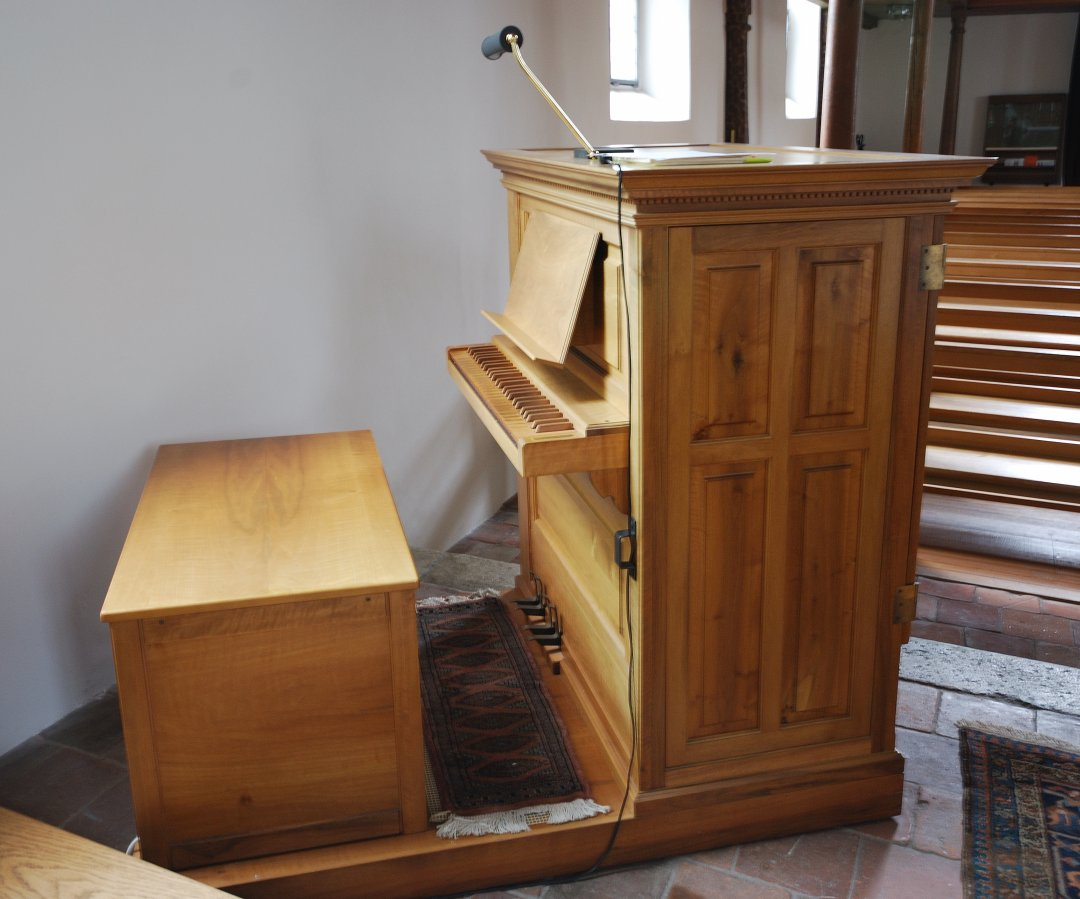
Chororgel

In der Kapelle befindet sich eine Chororgel des Orgelbauers Ferdinand Stemmer Zumikon aus dem Jahr 1991. Die Kleinorgel hat ein Manual, ein Prospektfeld und die Registerzüge als Fusstasten. Das Gehäuse besteht aus massivem Nussbaumholz und die Bilder der zwei Flügeltüren stammen von Ernst Leu aus Zumikon.
| Manual      |       |
| Holzgedackt | 8′    |
| Rohrflöte   | 4′    |
| Prinzipal   | 2′    |
| Quinte      | 2 ⁄3′ |

### Klostergebäude
Bis ins 17. Jahrhundert fehlen erhaltene schriftliche Quellen über die Baugeschichte. Es wird angenommen, dass bis zu den nachstehend bekannten Umbauten die Nonnen das nach dem Unterstadtbrand von 1481 wiederaufgebaute Schwesternhaus bewohnten. Nachdem im April 1622 der Luzerner Guardian Pater Christoph Ebert einen Visierung übersandte, wurde mit den Vorarbeiten eines Klosterneubaus begonnen.
Für die Ausführung de Neubaus wurde am 4. Mai 1623 der Mauermeister Viktor Martin von Beromünster und der Zimmermeister Martin Schwyzer verpflichtet. Das Steinmaterial wurde im Bruch zu Mägenwil bestellt, das Bauholz war ein Geschenk der Stadt Bremgarten. Am 20. November konnte beim Rohbau das Aufrichtfest gefeiert werden. Der Meister Viktor Martin kündigte per Ende 1624 und die Bauleitung wurde dem Mauermeister Hieronymus Kuster übertragen. Den Innenausbau führten zwischen 1624 und 1628 die Schreiner und Tischlermeister Balthasar, Jakob Bürgisser, Jürg Koch und Hans Koch aus.
Die Zugangsgalerie zur Nonnenempore sowie das Krankenstüblein wurden 1688 errichtet. Im selben Jahr verlegte man auch den Klostereingang, der nun der Kirche zugewandt war. Maurermeister Kastor Konrad baute 1698 das Archiv. Der Dachstuhl wurde im Jahr 1722 erhöht. Der Glockengiesser Daniel Sutermeister aus Zofingen lieferte 1744 einen Kunstofen. Der Hafnermeister Leonz Küchler lieferte zwei weitere Öfen, je einen im Jahr 1763 und 1765. Diese drei Öfen sind nicht mehr erhalten bzw. verschollen.